# Mosharrafeh-ye Bozorg
Mosharrafeh-ye Bozorg (persiska: مشرفه بزرگ, Moshīrafeh-ye Bozorg) är en ort i Iran.   Den ligger i provinsen Khuzestan, i den centrala delen av landet, 500 km söder om huvudstaden Teheran. Mosharrafeh-ye Bozorg ligger 48 meter över havet och antalet invånare är 334.
Terrängen runt Mosharrafeh-ye Bozorg är platt, och sluttar västerut.Runt Mosharrafeh-ye Bozorg är det ganska tätbefolkat, med 108 invånare per kvadratkilometer. Närmaste större samhälle är Beyt-e Bāvī, 13,5 km sydost om Mosharrafeh-ye Bozorg. Trakten runt Mosharrafeh-ye Bozorg är ofruktbar med lite eller ingen växtlighet.